# Can't Take Me Home
Albums de Pink
M!ssundaztood
(2002)
Singles
1. There You Go
Sortie : 8 février 2000
2. Most Girls
Sortie : 19 septembre 2000
3. You Make Me Sick
Sortie : 18 décembre 2000

Can't Take Me Home est le premier album de P!nk, sorti en 2000. Il a donné lieu à trois singles (There You Go, Most Girls, et You Make Me Sick). Contrairement aux albums suivants qui s'orienteront plutôt vers le rock, celui-ci contient des sonorités très RnB.
En juillet 2006, il s’est vendu à 2,4 millions de copies aux États-Unis selon Nielsen SoundScan. Il a été produit par Kevin "She’kspere" Briggs, Babyface, Kandi Burruss, Terence "Tramp-Baby" Abney, Daryl Simmons, Tricky et Daron Jones.
Deux chansons sont présentes dans des films de 2001 : You Make Me Sick dans Save the Last Dance et Split Personality dans Princesse malgré elle.

## Liste des titres
| No  | Titre                      | Durée |
| --- | -------------------------- | ----- |
| 1.  | Split Personality          | 3:58  |
| 2.  | Hell Wit Ya                | 2:58  |
| 3.  | Most Girls                 | 4:58  |
| 4.  | There You Go               | 3:24  |
| 5.  | You Make Me Sick           | 4:10  |
| 6.  | Let Me Let You Know        | 4:44  |
| 7.  | Love Is Such A Crazy Thing | 5:13  |
| 8.  | Private Show               | 4:14  |
| 9.  | Can't Take Me Home         | 3:38  |
| 10. | Stop Falling               | 5:52  |
| 11. | Do What U Do               | 3:58  |
| 12. | Hiccup                     | 3:32  |
| 13. | Is It Love                 | 3:36  |